# 韦伦施泰因
韦伦施泰因（德语、法语：Wellenstein）是卢森堡东南部的一个小镇，属于雷米希县。 
2011年，韦伦施泰因与比尔默朗日一同并入申根，在此之前韦伦施泰因是一个独立的市镇。

## 旧市镇
韦伦施泰因旧市镇由以下村庄组成： 
- Bech-Kleinmacher
- Schwebsange
- 韦伦施泰因